# Tramway de Francfort-sur-l'Oder
Pour les articles homonymes, voir Tramway de Francfort.
Le tramway de Francfort-sur-l'Oder est une partie du réseau de transport public de Francfort-sur-l'Oder, en Allemagne.

## Réseau actuel
- 1 Neuberesinchen - Stadion
- 2 Messegelände - Europa-Universität
- 3 (Markendorf Ort -) Kopernikusstr. - Europa-Universität
- 4 Markendorf Ort - Lebuser Vorstadt
- 5 Neuberesinchen - Messegelände